# Boston-Marathon 1918
| 22. Boston-Marathon    | 22. Boston-Marathon                     |
| ---------------------- | --------------------------------------- |
| Stadt                  | Boston, Vereinigte Staaten              |
| Datum                  | 19. April 1918                          |
| Distanz                | 37 – 38,5 Kilometer                     |
| Sieger                 |                                         |
| Männer                 | Camp Devens Divisional Team (2:24:53 h) |
| ← Boston-Marathon 1917 | Boston-Marathon 1919 →                  |
| Website                | Offizielle Website                      |

Der Boston-Marathon 1918 war die 22. Ausgabe der jährlich stattfindenden Laufveranstaltung in Boston, Vereinigte Staaten. Der Marathon fand am 19. April 1918 statt. Die Laufdistanz betrug zwischen 37 und 38,5 Kilometer.
Bedingt durch den Ersten Weltkrieg wurde 1918 nur ein Staffellauf zwischen den Mannschaften verschiedener Armeebasen ausgetragen. Jede Staffel bestand aus 10 Männern, die jeweils 2,5 Meilen gelaufen sind.
Es gewann das Camp Devens Divisional Team in 2:24:53 h.

## Ergebnis
| Platz | Team                        | Zeit (h) |
| ----- | --------------------------- | -------- |
| 01    | Camp Devens Divisional Team | 2:24:53  |
| 02    | 302nd Infantry              | 2:28:10  |
| 03    | Boston Navy Yard            | 2:28:45  |
| 04    | 301st Signal Battalion      | 2:29:14  |
| 05    | Naval Cadet School          | 2:29:23  |
| 06    | 304th Infantry Camp Devens  | 2:32:20  |
| 07    | Bumkin Island               | 2:37:20  |
| 08    | U S N Radio School          | 2:44:26  |